# MT9
MT9 (auch Music 2.0) ist ein in Entwicklung befindlicher Audiocodec des südkoreanischen ETRI (Electronics and Telecommunications Research Institute). 
MT9 soll, im Gegensatz zu MP3, mehrere Tonspuren unterstützen und es soll keine digitale Rechteverwaltung implementiert werden. Durch die getrennten Tonspuren besteht die Möglichkeit, einzelne Instrumente und Stimmen auszublenden oder dafür getrennt die Lautstärke zu regeln.
Das Format wurde als Kandidat für den neuen digitalen Musikstandard bei einem regelmäßigen Treffen der Moving Picture Experts Group Ende April 2008 in Frankreich ausgewählt. Die Unterstützung für das Format ist von Branchengrößen wie Samsung und LG bereits zugesagt.